# Chlorotettix giganteus
Chlorotettix giganteus är en insektsart som beskrevs av Rauno E. Linnavuori 1959. Chlorotettix giganteus ingår i släktet Chlorotettix och familjen dvärgstritar. Inga underarter finns listade i Catalogue of Life.